# Mijnbouw-Metallurgisch bedrijf van de Oeral
De NV Mijnbouw-Metallurgisch bedrijf van de Oeral (Russisch: Открытое акционерное общество «Уральская горно-металлургическая компания», Engels: Ural Mining and Metallurgical Company) of UGMK (УГМК of UMMC) is een Russisch metallurgisch bedrijf in de stad Verchnjaja Pysjma in oblast Sverdlovsk en de op een na grootste koperproducent van Rusland. De holding werd in 1999 geformeerd rond het bedrijf Oeralelektromed (Уралэлектромедь). De president van het bedrijf is de Oezbeekse miljardair Iskander Machmoedov. De algemeen directeur is Andrej Kozitsyn.

## Kerngegevens
UGMK bestaat uit ongeveer 40 bedrijven die onder andere koper-elektrolytische poeder, artikelen gemaakt van poeder, gewalst koperdraad, kabels en chemische producten produceren. In 2004 werd er door de verschillende bedrijven geproduceerd:
- koper-zink erts: 12,7 mln. ton
- geconcentreerd koper: 171.000 ton
- geconcentreerd zink: 124.000 ton
- gewalste non-ferrometalen: 28.800 ton
- ruwe koper: 264.000 ton
- zink: 81.000 ton
- lood: 36.000 ton

Bij het bedrijf werkten in 2006 meer dan 75.000 mensen. Het bedrijf produceerde toen meer dan 40% van het landelijke koper en 50% van het Europese koperpoeder. De omzet bedroeg in 2004 73 miljard roebel en de winst 8,77 miljard roebel (winst voor belastingen: 6,73 miljard roebel).

## Samenstelling van de holding
Hieronder staan enkele van de belangrijkste onderdelen aangegeven onder de divisie (kompleks) waaronder ze vallen:

### Grondstoffen
- Gajski GOK (Gaj, oblast Orenburg)
- Mijnbouwgroep van Bogoslov (Krasnotoerinsk)
- Oeroepski GOK (district Oeroepski, Karatsjaj-Tsjerkessië)
- Oetsjalinski GOK (district Oetsjalinski, Basjkirostan)
- Mijnbouwgroep van Berjozovski

### Metallurgie
- kopergieterij van Sredneoeralsk (Sredneoeralsk)
- Svjatogor (Krasno-oeralsk)
- Kopersulfaatkombinaat van Mednogorsk
- Oeralelektromed (Verchnjaja Pysjma)
- Metallurgische fabriek vernoemd naar Serov (Serov)
- Elektrotsink (Vladikavkaz)
- Metmasj (Serov)

### Verwerking
- Kirovfabriek voor de verwerking van non-ferro metalen (Kirov)

### Elektrotechniek
- Sibkabel (Tomsk)

### Machinebouw
- SJAAZ (Sjadrinsk)
- Orenburg radiateur (Orenburg)

### Productie van bouwmaterialen
- Baksteenfabriek van Revda